# Aeroportul Maiana
Aeroportul Maiana (IATA: MNK, ICAO: NGMA) este un aeroport din Kiribati.
aeroportul dispune de o singură pistă.